# Maskat (Telemark)
Der Maskat ist ein 687 m hoher Berg in der Gemeinde Midt-Telemark in der Telemark, Norwegen. Der Ausblick geht über Bø i Telemark, Lifjell, Norsjø und Sauherad. 